# Condado de Union (Kentucky)
O Condado de Union é um dos 120 condados do Estado americano de Kentucky. A sede do condado é Morganfield, e sua maior cidade é Morganfield. O condado possui uma área de 941 km² (dos quais 47 km² estão cobertos por água), uma população de 15 637 habitantes, e uma densidade populacional de 17 hab/km² (segundo o censo nacional de 2000). O condado foi fundado em 1811.